# Депортиво Алавес
Депортѝво Алавѐс (на испански: Deportivo Alavés depoɾˈtiβo alaˈβes), по-известен като Алавес, е испански футболен отбор от град Витория-Гастейс от Баска автономна област. Клубът играе домакинските си срещи на стадион Мендисороса с капацитет 19 981 зрители. Стадионът е открит на 27 април 1924 г.
Екипите за домакинство са: бяло-сини вертикално раирани фланелки с бели ръкави, сини гащета, и бели чорапи. При гостуванията си Алавес играе с жълто-черни хоризонтално раирани фланелки, черни гащета и жълти чорапи.
През 2001 г. отборът достига до финал в турнира за Купата на УЕФА още с първото си участие в него и изобщо в евротурнирите. Финалът срещу Ливърпул е загубен с 4:5 след продължения, като по пътя до финала Алавес отстранява Газиантепспор, Лилестрьом СК, Русенборг БК, Интер Милано, Райо Валекано и Кайзерслауртен.
През сезон 2007/08 отборът се състезава в Испанската Втора дивизия, където през сезон 2006/07 се класира на 17-о място. Старши треньор е Хосе Мария Салмерон, а президент – Фернандо Ортис де Сарате. Първият президент на Алавес е Иларио Дорадо (управлявал в периода 1921 – 1924), а най-дълго време президент е Хуан Арегуи Гарай – 9 години (1989 – 1998).

## Успехи

### Национални
- Купа на краля
  -  Финалист (1): 2016/17 [1]

- Сегунда дивисион
  -  Шампион (4): 1929/30, 1953/54, 1997/98, 2015/16

- Сегунда Б
  -  Шампион (4): 1992/93, 1993/94, 1994/95, 2012/13

- Терсера
  -  Шампион (6): 1940/41, 1960/61, 1964/65, 1967/68, 1973/74, 1989/90

- Копа Федерасион
  -  Носител (1): 1946

### Международни
- Купа на УЕФА
  -  Финалист (1): 2000/2001

## Представяне в шампионата на Испания
- 10 сезона в Първа дивизия
- 32 сезона във Втора дивизия
- 8 сезона във Втора Б дивизия
- 22 сезона в Трета дивизия

Най-доброто класиране в елита на Испания е постигнато през сезон 1999-2000, когато се класира на 6-о място.

## Известни играчи
Макар да е тим без особени успехи или голяма популярност, Алавес може да се похвали с много световноизвестни футболисти играли в тима. Ето част от тях:
- Хорхе Валдано
- Мартин Палермо
- Маурисио Пелегрино
- Мартин Астудийо
- Джон Алойзи
- Мехо Кодро
- Марио Жардел
- Магно Моселин
- Мазиньо
- Жерард Лопес
- Юрица Вучко
- Ришар Дютруел
- Никола Берти
- Жорди Кройф
- Ричард Вичге
- Дан Еген
- Адриан Илие
- Козмин Контра
- Александър Мостовой
- Иван Томич
- Хулио Салинас
- Андони Субисарета
- Иван Кампо
- Раул Тамудо
- Антонио Кармона
- Абелардо Фернандес
- Хосе Рамон Алесанко

## Български футболисти
- Благой Георгиев: 2006 (наем) - (10 мача - 0 гола)

## Депортиво АлавесБ
Депортиво Алавес „Б“ е дублиращият тим на Депортиво Алавес. Създаден е през 1921 г. Играе на стадион Инсталасионес де Ибая с капацитет 2500 зрители. Отборът се състезава в Испанската Трета дивизия – група 4, като има 7 сезона във Втора „Б“ дивизия.